# (86067) 1999 RM28
1999 أر أم 28 (ويعرف أيضًا باسم (86067) 1999 أر أم 28 وفق تسمية الكوكب الصغير) (بالإنجليزية: 1999 RM28)‏ هو كويكب ضمن حزام الكويكبات؛ وترتيبه 86067 من حيث الاكتشاف.
اكتُشف هذا الجُرم الفلكي بواسطة روبرت إتش ماكنوت في 3 سبتمبر 1999.

## وصلات خارجية
- (86067) 1999 RM28 في قاعدة بيانات مختبر الدفع النفاث لأجرام النظام الشمسي الصغيرة

- الاكتشاف · مخطط المدار ·  العناصر المدارية · المعلمات المادية

- (86067) 1999 RM28 على موقع ويكي سكاي: DSS2, SDSS, GALEX, IRAS, Hydrogen α, X-Ray, Astrophoto, Sky Map, Articles and images